# Râul Șoverna
Râul Șoverna este un curs de apă, afluent al râului Ohaba.